# Мирослав Кадлец
Мирослав Кадлец (на чешки: Miroslav Kadlec, роден на 22 юни 1964 в Ухерске Храдище) е бивш чешки футболист.
През сезон 1990/91 Кадлец идва в отбора на елитния Кайзерслаутерн от чешкия клуб Витковице. Техничният защитник се превръща в основен играч на „червените дяволи“ и има основна роля за спечелването на шампионските титли през 1991 и 1998 г., както и за Купата на Германия през 1996 г. С червения екип Кадлец записва 234 мача и 17 гола, от които 24 мача и 1 гол във Втора Бундеслига.
Като капитан на националния отбор по футбол на Чехия Мирослав Кадлец става европейски вицешампион в Англия през 1996 г., след като губи последната среща с 1:2 от Германия. С националния екип защитникът може да се похвали с 38 мача за Чехословакия и 26 за Чехия с по един гол.
След като напуска Кайзерслаутерн Кадлец играе още четири сезона в чешката първа дивизия, преди да окачи обувките на пирона през 2002 г. Понастоящем работи като съгледвач за млади таланти на чешкия клуб Бърно.
Синът му Михал Кадлец също е професионален футболист. На 27 август 2008 г. той подписва договор с клуба от Първа Бундеслига Байер Леверкузен, където играе в защитната формация на отбора.